# Художественная колония Нью-Хоуп
Художественная колония Нью-Хоуп (англ. New Hope Art Colony) — художественная колония в городке Нью-Хоуп, штат Пенсильвания, США, основанная художником-импрессионистом Уильямом Латропом.

## История
На рубеже XIX—XX веков американские художники стали собираться вокруг городка Нью-Хоуп (дословно — «Новая Надежда») в округе Бакс, расположенном в менее чем сорока милях от Филадельфии и семидесяти милях от Манхэттена вдоль реки Делавэр с живописными окрестностями.
«Отцом» колонии считается Уильям Латроп, обосновавшийся здесь в 1898 году. В этом же году к нему присоединился Эдвард Редфилд, ставший сооснователем колонии. К ним наносили визиты художники Уолтер Скофилд, Джордж Соттер и Генри Б. Снелл, ставшие членами колонии с 1902 года. В 1907 году сюда приехал Даниэль Гарбер. Вскоре к ним присоединились Чарльз Розен, Морган Кольт, Роберт Спенсер и Рэй Слоан Бредин, после чего молва об этом художественном поселении распространилась в среде американских живописцев. Сюда последовали другие художники, колония начала разрастаться и расцветать. Новое пополнение прибыло в 1910-х и 1920-х годах. Но увеличение количества живописцев привело в конечном итоге привело к расколу между импрессионистами и появляющимися сторонниками модернизма.
Латроп сыграл важную роль в создании выставочной площадки арт-колонии — Phillips Mill — каменной мельницы XVIII века, которая находилась рядом с его домом. В октябре 1928 года местный художник Уильям Тейлор стал главой комитета по покупке и переводу мельницы в общественный центр. Мельница была приобретена за 5000 долларов и Латроп стал первым президентом этого художественного центра, который превратился в ассоциацию Phillips Mill Community Association, продолжающую действовать и в настоящее время.